# Stenodactylus affinis
Stenodactylus affinis (короткопалий гекон іранський) — вид геконоподібних ящірок родини геконових (Gekkonidae). Мешкає в Ірані та Іраці.

## Опис
Stenodactylus affinis — гекони середнього розміру, довжина яких (без врахування хвоста) становить 60 мм.

## Поширення і екологія
Іранські короткопалі гекони мешкають на південному сході іранської провінції Хузестан і на півдні провінції Фарс, а також в центральному і південно-східному Іраці. Вони живуть в пустелях і напівпустелях, трапляються на полях. Відкладають яйця.